# Pieni-Kortteinen
Pieni-Kortteinen är en sjö i kommunen Kaavi i landskapet Norra Savolax i Finland. Den är 6,6 meter djup. Arean är 23 hektar och strandlinjen är 3,68 kilometer lång.  Den  ingår i Vuoksens huvudavrinningsområde.  Sjön ligger omkring 53 kilometer öster om Kuopio och omkring 370 kilometer nordöst om Helsingfors. 
I sjön finns ön Ukonsaari. 

Pieni-Kortteinen är vid älven Vaikkojoki.